# هروب مستضدي
يحدث الهروب المستضدي (بالإنجليزية: Antigenic escape )‏ عندما يكون الجهاز المناعي غير قادر على الاستجابة لعامل معدي ما . ويعتبر الهروب المستضدي هو النتيجة النهائية لعملية التغير المستضدية .أحد أسباب الهروب المستضدي هو أن الحواتم الخاصة بالكائن الممرض (مواقع الارتباط الخاصة بالخلايا المناعية) تصبح شديدة التشابه بحواتم معقد التوافق النسيجي الكبير MHC-1 المتواجدة بشكل طبيعي لدى المريض . وبالتالي يصبح الجهاز المناعي غير قادر على التمييز بين العدوى وخلايا الجسم الذاتية.
يمكن للمستضدات المختلفة تحقيق الهروب المناعي بآليات مختلفة. فمثلًا، يستطيع طفيلي المثقبيات الإفريقية التخلص من أضداد المضيف، ومقاومة الانحلال وتثبيط أجزاء من الاستجابة المناعية الفطرية. تستطيع جراثيم البورديتيلا الشاهوقية الهروب من الجهاز المناعي من خلال تثبيط العدلات والبالعات الكبيرة ومنعها من الوصول إلى مكان العدوى مبكرًا. واحدة من أسباب حدوث الهروب المستضدي أن حواتم العامل الممرض (مواقع ارتباطه بالخلايا المناعية) تصبح مشابهة بشدة لحواتم معقد التوافق النسيجي عند المضيف، فيصبح الجهاز المناعي غير قادر على تفريق العامل الممرض عن خلايا الجسم.
الهروب المستضدي ضروري عامل مهم في الاستجابة المناعية للمضيف، وفي مقاومة اللقاحات. أعاقت مشكلة الهروب المستضدي إنتاج لقاحات جديدة، لأن اللقاحات عمومًا تغطي نسبة بسيطة من السلاسل الفيروسية لفيروس ما، يؤدي تأشيب الدنا المتماثل في المستضدات إلى ظهور تنوع في العوامل الممرضة، وهو ما يسمح لهذه العوامل الغازية بمقاومة اللقاحات الحديثة. يمكن لبعض المستضدات استهداف آليات مختلفة عن تلك التي يستهدفها اللقاح. تركز الأبحاث الحديثة، التي تجري على الكثير من اللقاحات بما فيها لقاح الملايريا، على كيفية توقع هذه التغيرات وتكوين لقاحات تغطي طيفًا أوسع من التنوع المستضدي. في 12 مايو 2021، أبلغ علماء في الولايات المتحدة الكونغرس بالخطر المستمر لمتحورات كوفيد 19 وطفرات الهروب مثل الطفرة الفيروسية E484K.

## آليات الهروب

### الملوية البابيةوالتأشيب المتماثل
آلية الهروب المستضدي الأكثر شيوعًا هي التأشيب المتماثل، وتُشاهد هذه الآلية في مجموعة واسعة من العوامل الممرضة الجرثومية، بما فيها الملوية البابية (هيليكوباكتر بيلوري)، وهي جرثومة تغزو معدة الإنسان. يمكن أن يؤدي التأشيب المتماثل عند المضيف دورًا دفاعيًا في إصلاح انقطاعات الدنا ثنائية السلسلة، لكنها تسبب أيضًا تكوين بروتينات جديدة غير معروفة تسمح للمستضد بالهروب من التعرف المناعي للمضيف. التأشيب المتماثل في اللملوية البابية في بروتينات الغشاء الخارجي يجعل الغلوبولينات المناعية غير قادرة على التعرف على هذه التركيبات الجديدة وبالتالي تصبح غير قادرة على مهاجمة هذا المستضد خلال الاستجابة المناعية الطبيعية.

### المثقبيات الإفريقية
المثقبيات الإفريقية طفيليات قادرة على تحقيق الهروب المناعي من الاستجابة المناعية للحيوان المضيف من خلال مجموعة من الآليات. الآلية الأهم هي قدرتها على تجنب تعرف الأضداد من خلال التنوع المستضدي. يحقق ذلك من خلال تغيير البروتين السكري السطحي المتبدل، وهو مادة تغلف المستضد بالكامل. عندما تتعرف الأضداد على هذا الغلاف، يمكن التخلص من الطفيلي. ولكن التغيرات في هذا الغلاف تمنع الأضداد من التعرف على المستضد والتخلص منه. تستطيع هذه المكونات في الغلاف التخلص من الأضداد والهروب من وظيفتها المسحية.
المثقبيات قادرة أيضًا على تحقيق التجنب المناعي من خلال تواسط الاستجابة المناعية للمضيف. يؤدي قلب الأدينوزين ثلاثي الفوسفات إلى أدينوزين أحادي الفوسفات الحلقي بالأنزيم أدينيل سيكلاز، إلى تثبيط إنتاج العامل المنخر للورم ألفا وهو سيتوكين مهم لبدء الالتهاب في الخلايا الأميلوئيدية في الكبد. تستطيع المثقبيات إضعاف الاستجابة المناعية من خلال تحريض موت الخلية المبرمج في الخلايا البائية، وتراجع التكون اللمفاوي لهذه الخلايا. تستطيع هذه الطفيليات أيضًا تنشيط جزيئات كابحة تثبط إنتاج الخلايا اللمفاوية التائية.